# Styringomyia himalayana
Styringomyia himalayana är en tvåvingeart som beskrevs av Edwards 1914. Styringomyia himalayana ingår i släktet Styringomyia och familjen småharkrankar. Inga underarter finns listade i Catalogue of Life.